# The Tunes of Two Cities
The Tunes of Two Cities è un album in studio del gruppo musicale statunitense The Residents, pubblicato nel 1982 dalla Ralph Records.
È il secondo capitolo della cosiddetta "Trilogia della talpa", iniziata con Mark of the Mole del 1981 e conclusa con The Big Bubble del 1983.
A differenza dell'album precedente, The Tunes of Two Cities non narra le vicende dei popoli immaginari delle "talpe" e dei "chubs", ma, secondo quanto riportato nel sito ufficiale del gruppo, si tratta di una "documentazione su come erano le musiche di queste due culture prima delle loro ostilità". L'album contrappone, di conseguenza, sei brani "tribali" delle talpe a sei più "pop" dei chubs.

## Tracce
Tutte le tracce sono state composte dai Residents.
1. Serenade for Missy – 3:17
2. A Maze of Jigsaws – 2:52
3. Mousetrap – 3:33
4. God of Darkness – 3:18
5. Smack Your Lips (Clap Your Teeth) – 4:00
6. Praise for the Curse – 2:53
7. The Secret Seed – 2:47
8. Smokebeams – 2:43
9. Mourning the Undead – 3:06
10. Song of the Wild – 3:24
11. The Evil Disposer – 3:16
12. Happy Home (Excerpt from Act II of "Innisfree") – 4:47